# Соснівське
Сосні́вське — село Новоазовської міської громади Кальміуського району Донецької області, Україна.

## Географія
Понад селом тече Балка Шарбашіва.

## Загальні відомості
Відстань до райцентру становить близько 28 км і проходить Т 0519 та автошляхом місцевого значення.
Перебуває на території, яка тимчасово окупована російськими терористичними військами.

## Населення
За даними перепису 2001 року населення села становило 33 особи, з них 48,48 % зазначили рідною мову українську та 51,52 % — російську.